# Amine Gouiri
Amine Ferid Gouiri - em árabe, أمين فريد الجويري (Bourgoin-Jallieu, 16 de fevereiro de 2000) é um futebolista francês com nacionalidade argelina que atua como atacante. Atualmente, joga no Olympique de Marseille.

## Seleção Francesa
Foi artilheiro do Campeonato Europeu Sub-17 de 2017 com oito gols.

## Títulos

### Prêmios individuais
- Equipe do torneio do Campeonato Europeu Sub-17 de 2017[2]
- 60 jovens promessas do futebol mundial de 2017 (The Guardian)[3]
- Jogador do mês da Ligue 1: fevereiro de 2025[4]
- Gol da Temporada da Ligue 1: 2024–25[5]

### Artilharias
- Campeonato Europeu Sub-17 de 2017 (9 gols)[1]